# Claustra

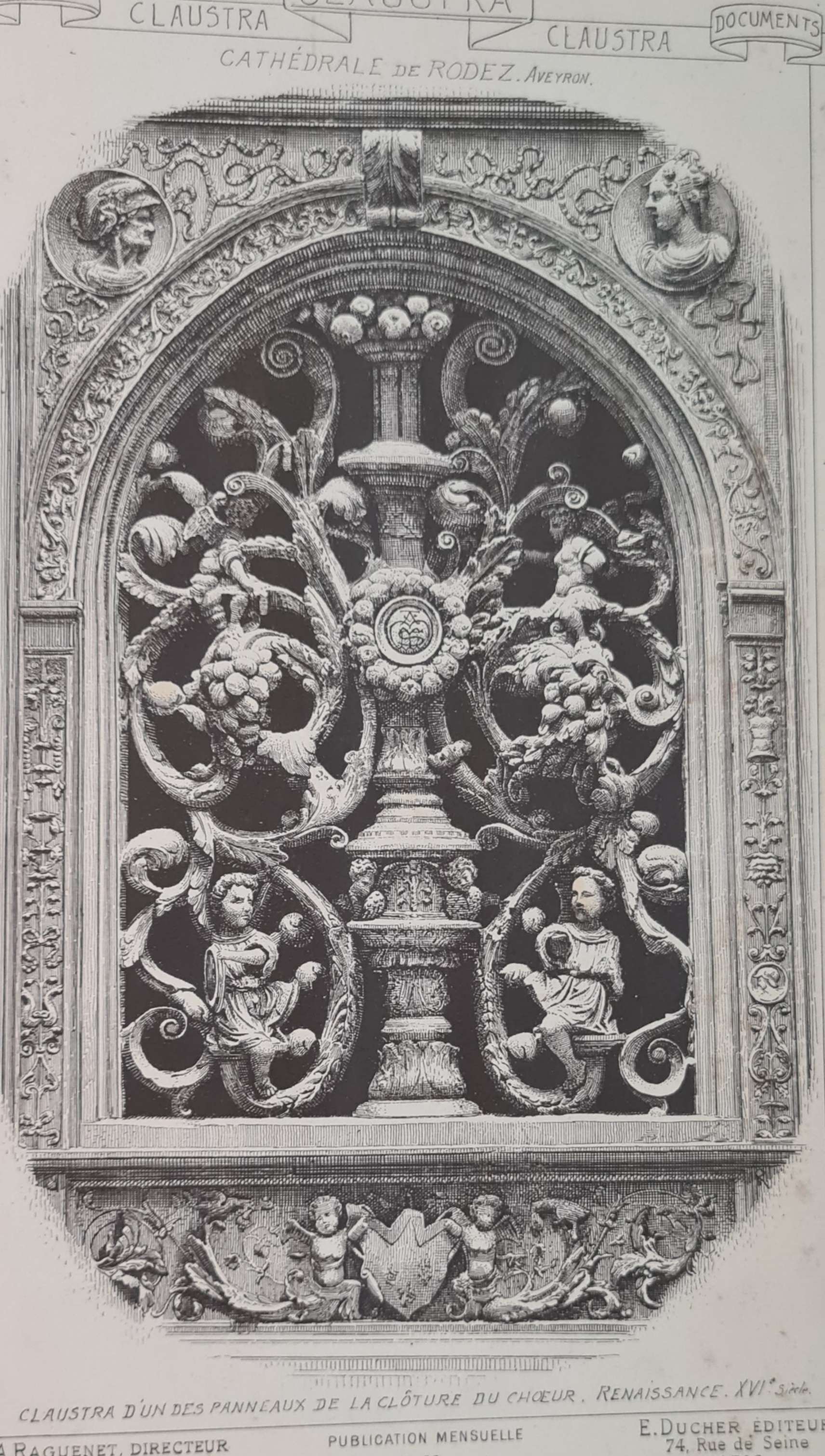
Gravure d'architecte (A. Raguenet, 1872).

En architecture, un ou une claustra est une paroi ajourée. Cette paroi peut être ajourée par tout procédé ou composée d’éléments superposables et préfabriqués en terre cuite, en pierre, en béton, en bois, en métal ou en polymère (les claustres).

## Historique
On trouve des claustras rudimentaires en pierre aux fenêtres de certains monuments dès la haute Antiquité, comme dans les temples égyptiens anciens. Très utilisées dans la Rome antique pour fermer les fenêtres, les claustras séparent alors l’intérieur et l’extérieur des bâtiments en empêchant les hommes et les animaux de rentrer tout en créant des jeux de lumière appréciés. Elles peuvent également servir à porter des vitres qui étaient encore de dimension assez réduite à l'époque par rapport à la grande taille des fenêtres.
Les claustras se perpétuent dans l'architecture du Moyen Âge où elles évolueront vers les remplages des fenêtres gothiques par exemple. Elles donneront aussi naissance aux moucharabiehs typiques de l'architecture orientale qui permettent de fermer des espaces intérieurs en laissant passer la ventilation, et qui sont connus pour permettre de voir sans être vu.

## Usages
Une claustra peut servir :
- de remplage de fenêtre ; elle peut alors porter des vitres ou au contraire laisser passer l'air ;
- de cloison intérieure ;
- de clôture extérieure ;
- de garde-corps d’escalier, d’un balcon, d’une terrasse, d’un perron ;
- de délimiteur d'espace de travail dans un espace ouvert ;
- de porte d'armoire ou de dessous de table ;
- de paravent ou de cloison japonaise.

Claustras anciennes et modernes
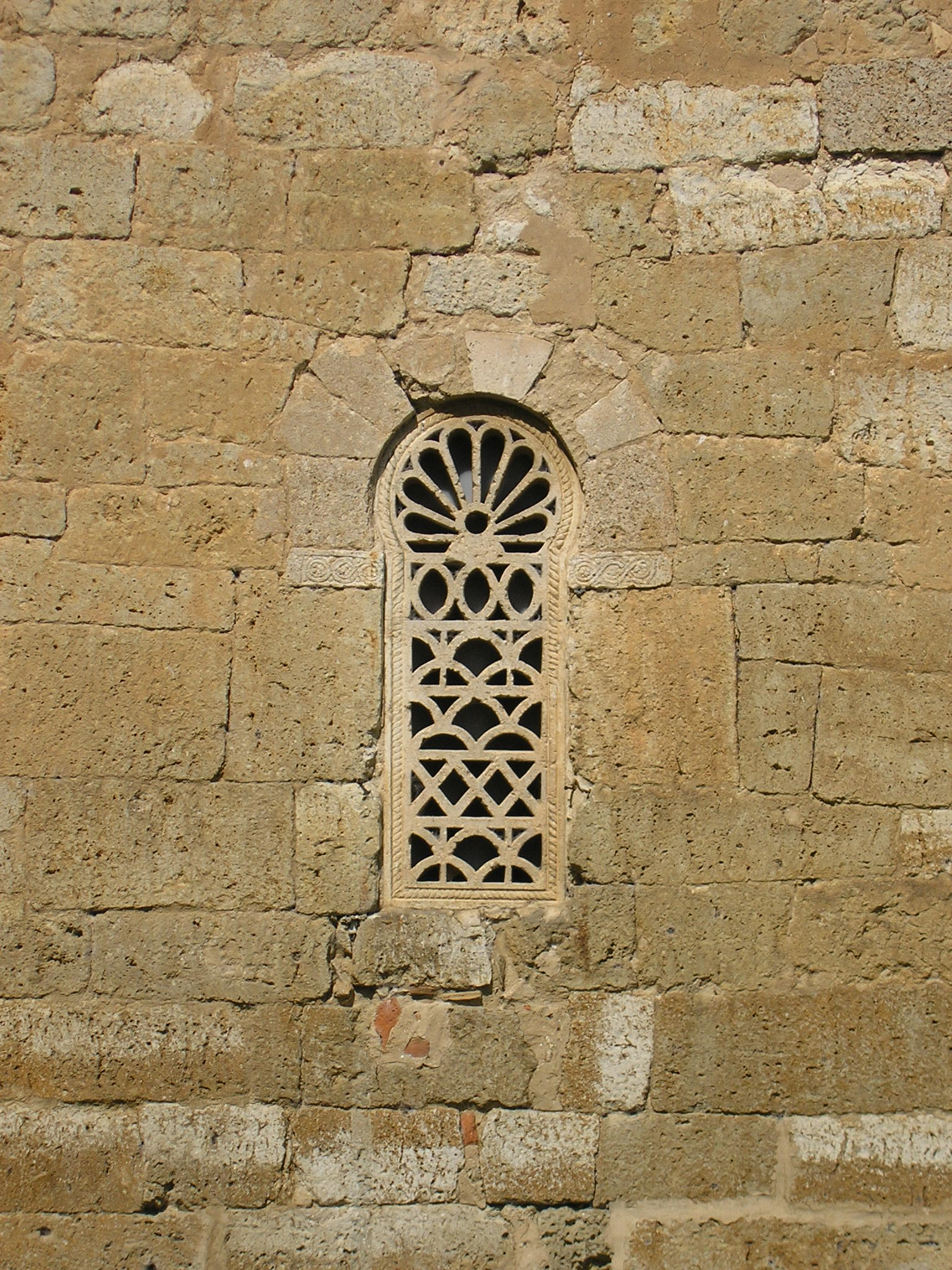
Claustra wisigothique en pierre de l'église Saint-Jean-Baptiste de Baños de Cerrato, datant du VIIe siècle.
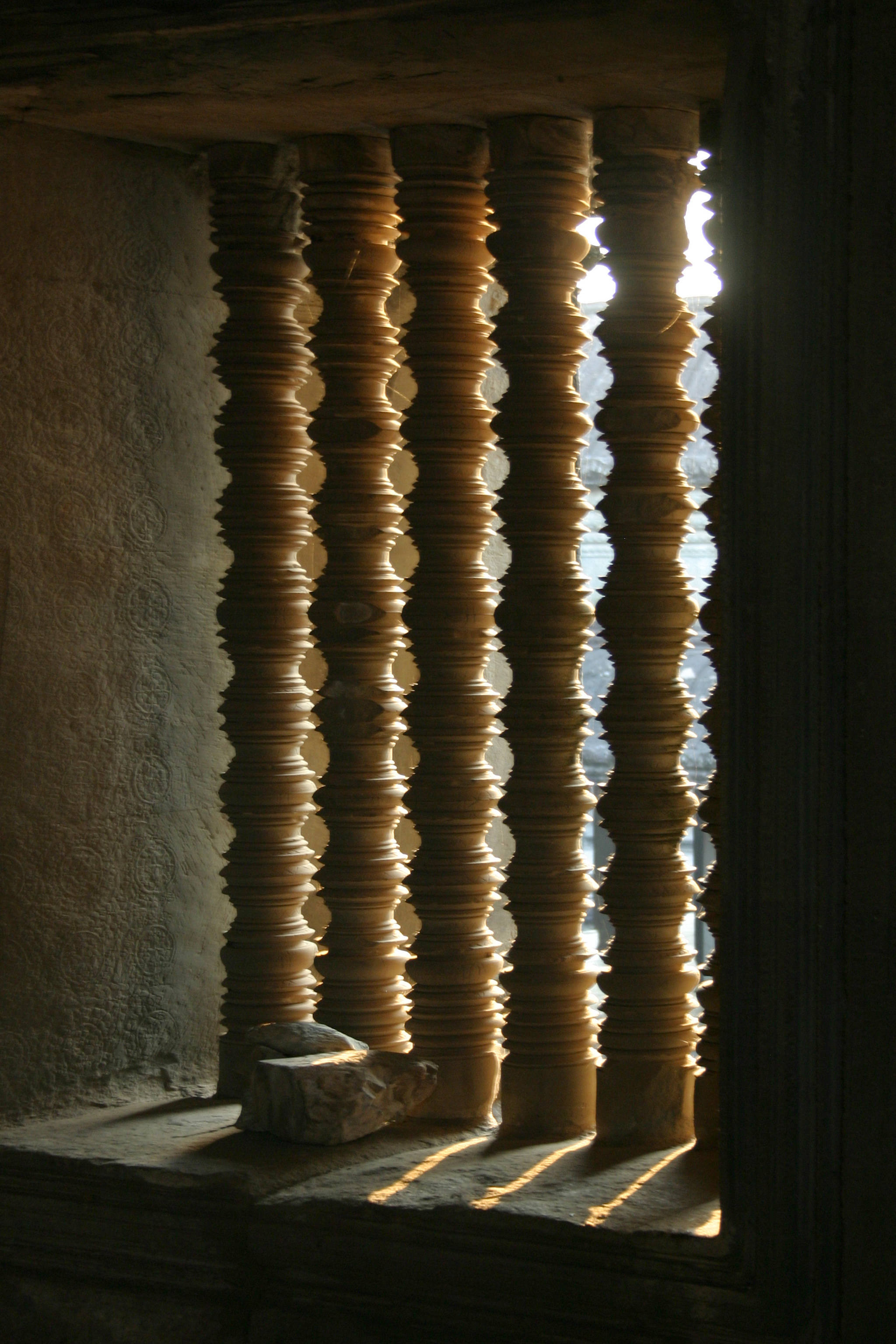
Fenêtre à claustra d'Angkor Vat datant du XIIe siècle.
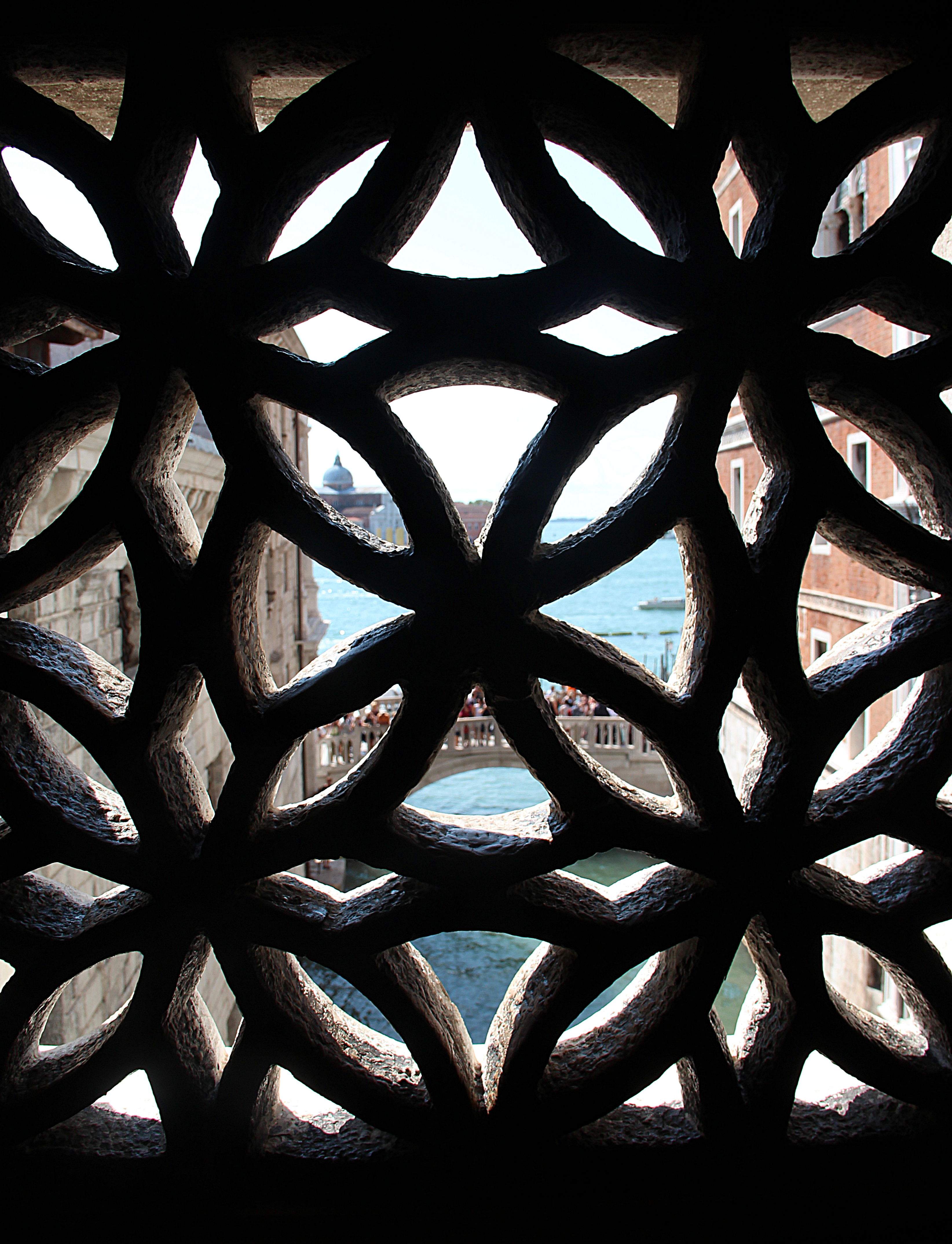
Claustra du pont des Soupirs à Venise.
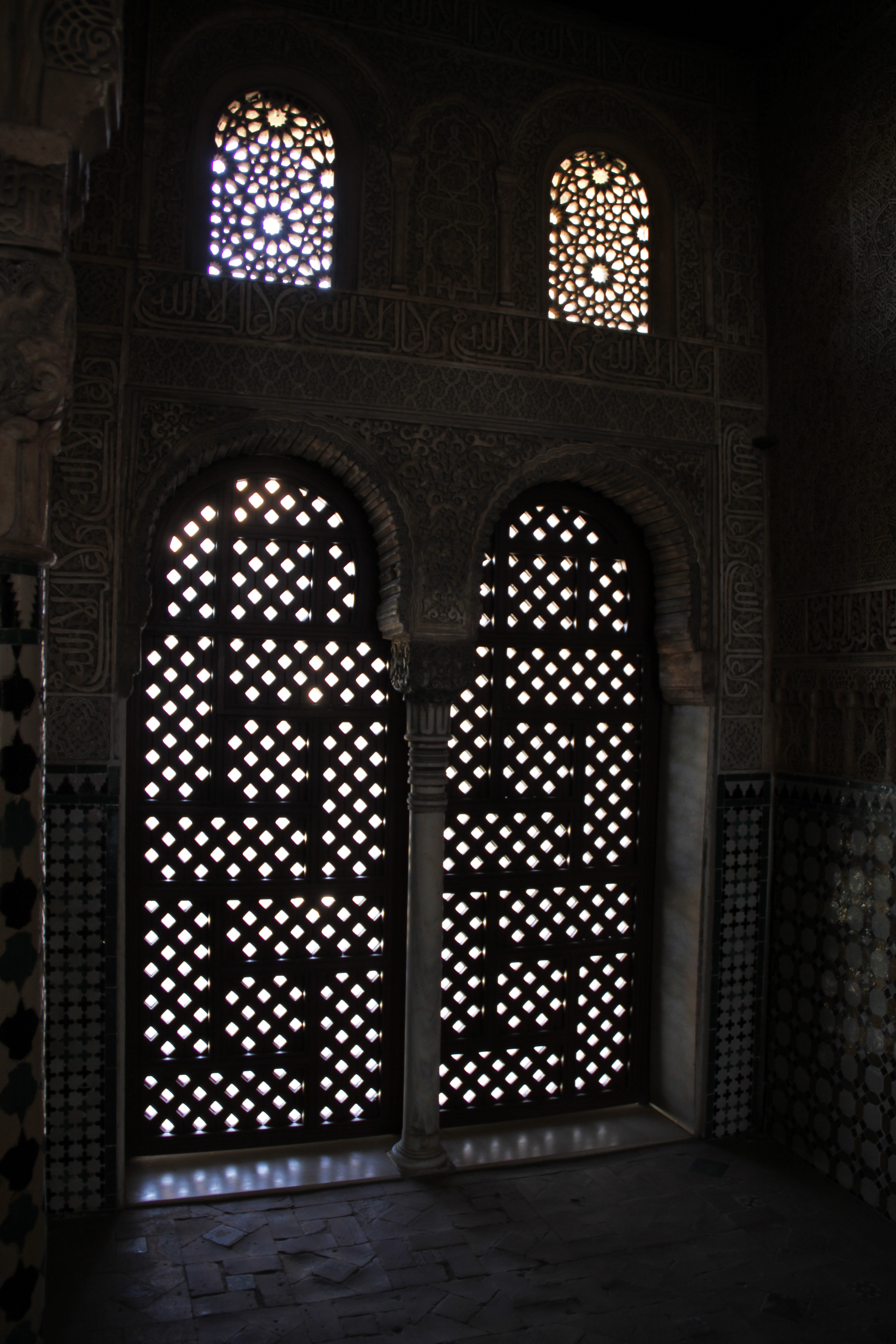
Moucharabiehs à l'Alhambra de Grenade, XIVe siècle.
Claustra de la synagogue Don Isaac Abravanel (Paris).
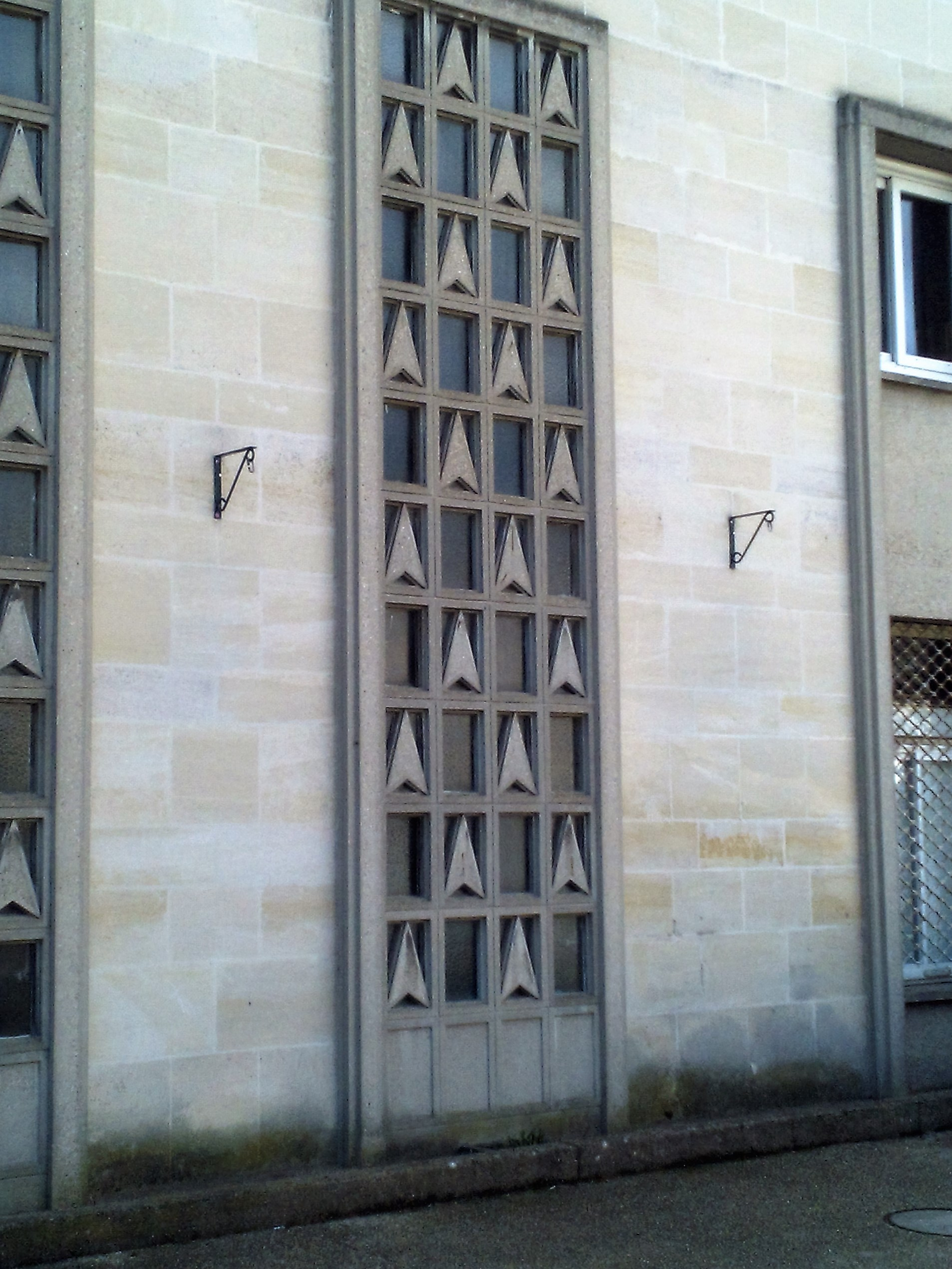
Claustra en béton d'après 1945, Les Andelys.
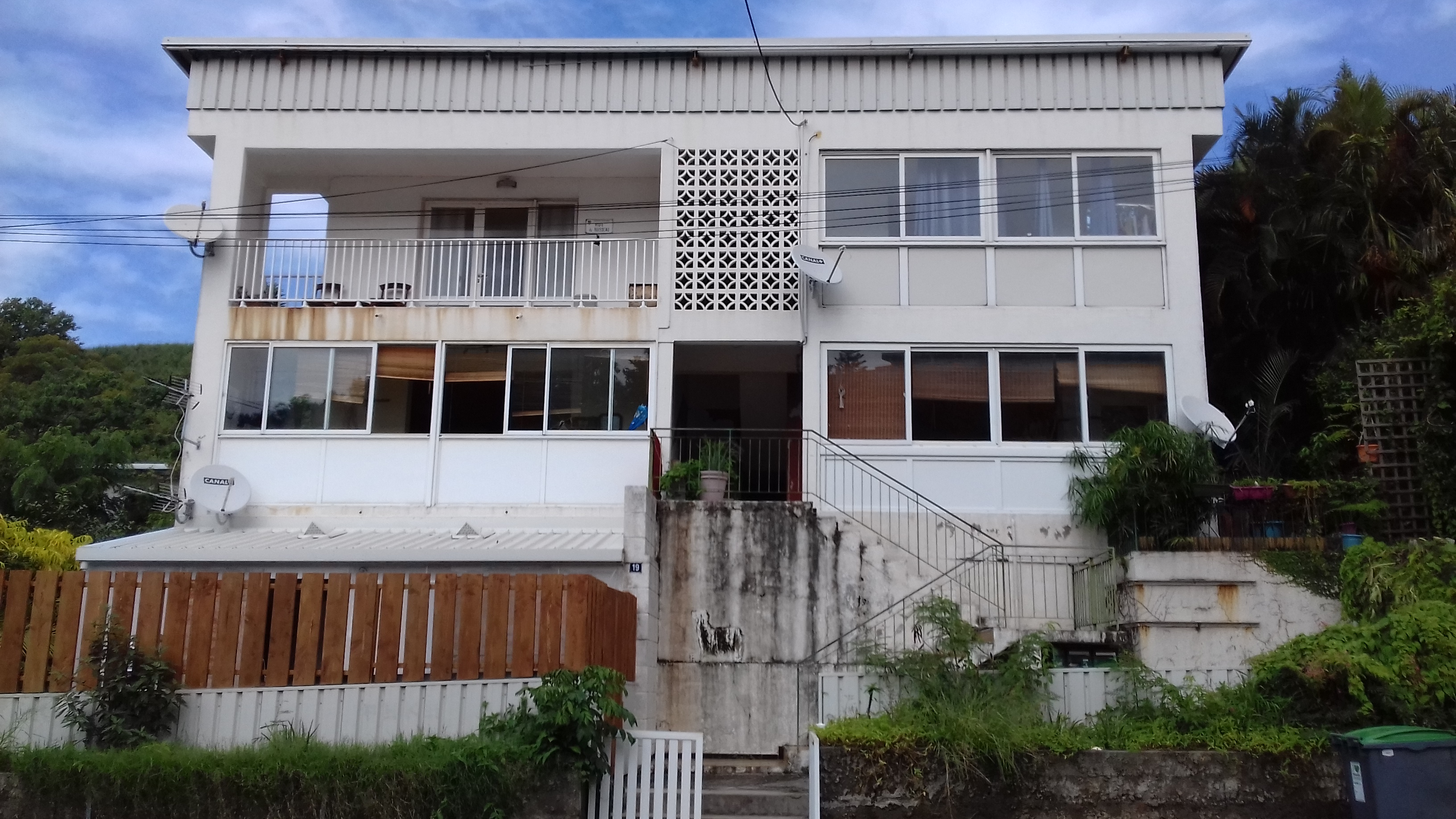
Bâtiment avec claustra, quartier de la Vallée du Génie, Nouméa.